# 喜蔭圭亞那麗魚
喜蔭圭亞那麗魚，為輻鰭魚綱鱸形目隆頭魚亞目慈鯛科的其中一種，分布於南美洲蘇利南的錫帕利維尼河Corantijn河及蓋亞那的埃塞奎博河流域，體長可達8.5公分，棲息在溪流中底層水域，生活習性不明。

## 擴展閱讀
維基物種上的相關：喜蔭圭亞那麗魚